# René H.A. Deguent
René H.A. Deguent, belgijski general, * 1883, † 1966.